# Бектуганов, Александр Владимирович
Алекса́ндр Влади́мирович Бектуга́нов (род. 3 декабря 1998, Чайковский, Пермская область) — российский биатлонист, чемпион России. Мастер спорта России.

## Биография
Родился в Чайковском в семье профессиональных спортсменов. В биатлон пришёл благодаря своему отцу, мастеру спорта международного класса Владимиру Бектуганову, который был победителем Зимней Универсиады 2001 в польском Закопане. В разные годы тренерами Александра являлись Николай Лобанов, Иннокентий Каринцев, Максим Максимов. 
На внутрироссийских соревнованиях изначально выступал за родной Пермский край, сейчас представляет Ямало-Ненецкий автономный округ.
Окончил Чайковскую академию физической культуры и спорта по специальности «тренер».

### Карьера
Неоднократно становился победителем и призёром всероссийских соревнований среди юниоров.
На международных соревнованиях дебютировал в марте 2019 года в норвежском Шушене, где в рамках юниорского чемпионата Европы стал победителем в смешанной эстафете. Также участвовал на этапах юниорского Кубка IBU, но выше 9-го места в личных гонках не поднимался.
Выступал на летнем чемпионате мира 2021 года в чешском Нове-Место, однако высокими результатами там не отметился.
Первую награду на взрослом уровне завоевал на чемпионате России 2023 года в Ханты-Мансийске, где стал бронзовым призёром в составе эстафетной команды Ямала. В следующем сезоне 2023/24 Бектуганов впервые стал чемпионом страны, одержав победу в суперспринте на родной трассе в Чайковском. В феврале 2024 года выиграл золото эстафеты на всероссийской спартакиаде в Златоусте.
В сезоне 2024/25 на Кубке России стал вторым в суперспринте Рязани и третьим в большом масс-старте Дёмино, а на чемпионате страны в Тюмени завоевал бронзу в смешанной эстафете.